# Pardon
Pour les articles homonymes, voir Pardon (homonymie).

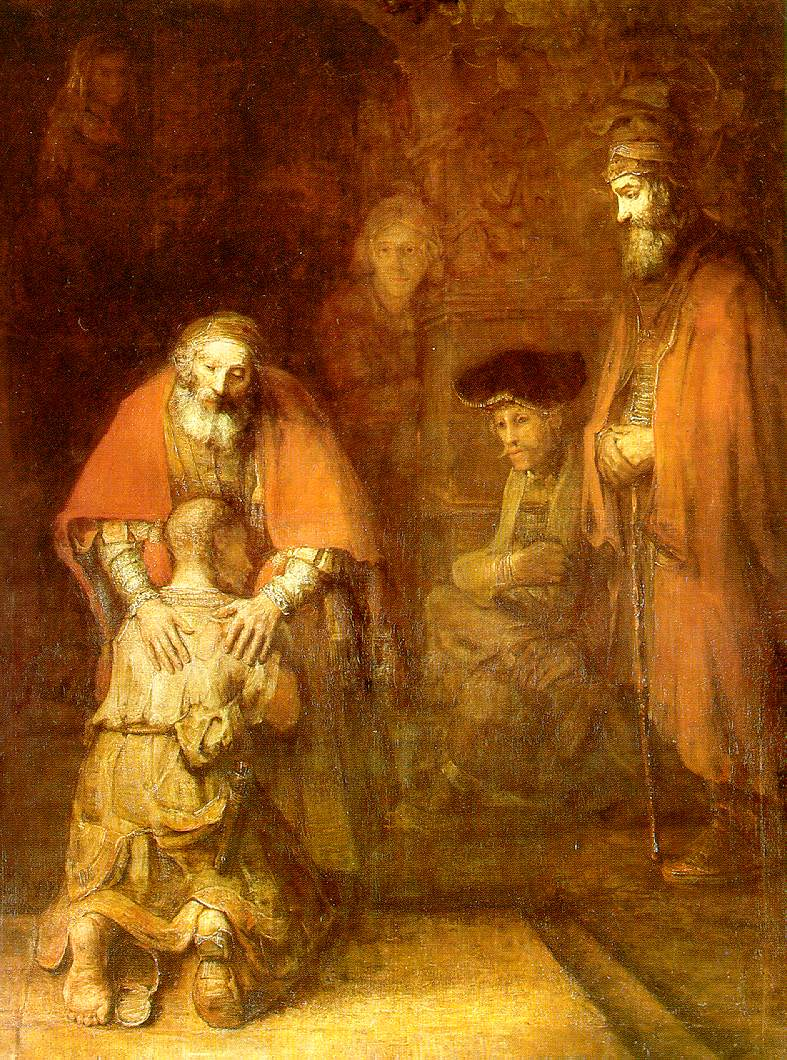
Rembrandt - Le Retour du Fils Prodigue (vers 1668).

Le pardon est le résultat de l'acte de pardonner, la rémission d'une faute. C'est tenir une offense, une faute, pour nulle (ou l'excuser) et renoncer soit — sur le plan personnel — à en tirer vengeance, soit — sur le plan institutionnel — à poursuivre et à punir les responsables. Le pardon ne doit pas être confondu avec l'amnistie, qui est un simple effacement de la peine.
Le pardon peut s'entendre de manière différente selon le contexte : religieux, philosophique, psychologique, sociologique ou politique.

## Étymologie
Le terme de « pardon » est issu du latin perdonare, signifiant « donner complètement, faire grâce, ne pas tenir compte d'une faute ».

## Point de vue religieux

### Christianisme

#### Fondement exégétique et théologique
Au sens biblique, le terme pardonner revêt deux volets et contextes : 
- Une action divine ; le pardon de Dieu, à un ou des hommes. Dieu annule ou écarte un châtiment pour le péché après le repentir. Il l'exprime soit par la médiation d'un élu ordonné, soit par la manifestation divine ;
- Une action humaine de pardon. Des hommes se traitent avec un amour chrétien en se pardonnant leurs fautes. Ils effacent alors les mauvais sentiments à l'égard de ceux qui les ont offensés (Mt 5, 43–45 ; 6, 12–15 ; Lc 17, 3–4).

Le pardon est très important dans le christianisme, mais est toujours mis au service du bien spirituel de la personne en faute. Dans l'évangile, on voit souvent le Christ pardonner les péchés (Lc 7. 36-50). Il ne condamne pas la femme surprise en flagrant délit d'adultère en affirmant : « Que celui qui n'a jamais péché lui jette la première pierre » (Jn 8. 3-11). Il s'exprime de manière imagée comme dans la parabole du fils prodigue (Lc 15. 11-32), qui est pardonné après son repentir. Jésus recommande à Pierre de pardonner non pas sept fois, mais 77 fois à celui qui se repent (ou 70 fois sept fois, selon la traduction — Mt 18. 21-22), c'est-à-dire à chaque fois. Souvent, Jésus guérit des infirmes et remet les péchés par la même occasion (Mt 9. 1-8).
Le pardon fait partie de la prière du Notre Père que Jésus a transmise aux hommes : « Pardonne-nous nos offenses, comme nous pardonnons aussi à ceux qui nous ont offensés » (Lc 11, 1-4, Mt 6, 9-13).
Il fait également partie de la profession de foi catholique, le credo :
« Je crois à la rémission des péchés » (symbole des Apôtres),
« Je reconnais un seul baptême pour le pardon des péchés » (symbole de Nicée-Constantinople).
Le Christ a conféré aux apôtres le pouvoir divin de pardonner les péchés : « Recevez l'Esprit Saint. Ceux à qui vous remettrez les péchés, ils leur seront remis ; ceux à qui vous les retiendrez, ils leur seront retenus » (Jn 20, 22-23).
Dieu a lié le salut à la foi et au baptême : « Allez par le monde entier, proclamez la Bonne Nouvelle à toute la création. Celui qui croira et sera baptisé sera sauvé » (Mc, 16, 15-16).
Le baptême est le premier et principal sacrement du pardon des péchés parce qu'il unit les chrétiens au Christ mort pour les péchés des hommes, ressuscité pour leur justification (Rm 4, 25).
Le Christ, après sa résurrection, a envoyé ses apôtres « annoncer à toutes les nations le repentir en son nom en vue de la rémission des péchés » (Lc 24, 47). Ainsi, « l'Église a reçu les clés du Royaume des cieux, afin que se fasse en elle la rémission des péchés par le sang du Christ et l'action du Saint-Esprit. C'est dans cette Église que l'âme revit, elle qui était morte par les péchés, afin de vivre avec le Christ, dont la grâce nous a sauvés ».
Vu sous cet angle, le pardon est universel et tous les péchés peuvent être pardonnés par Dieu à condition que le pécheur les regrette sincèrement.

#### Dans les différentes traditions chrétiennes
Pour les catholiques, les orthodoxes et les anglicans, le sacrement de pénitence et de réconciliation permet de se faire pardonner les péchés par Dieu, par l'intermédiaire du prêtre.
Toute la société chrétienne, avec notamment l'abolition de la peine de mort, est dans la lignée de cette morale.
Selon la théologienne protestante suisse Lytta Basset, le propre du christianisme consiste à dépasser le stade du pardon pour vivre en harmonie les uns envers les autres s'appuyant sur la première épître de saint Jacques chapitre 5:16-20. La condition psycho-spirituelle de départ de la démarche de pardonner est l'amour dans la vérité qui s'appuie sur l'humilité. C'est ce que développe le pape et théologien catholique Jean-Paul II dans la Lettre aux familles publiée en 1994. Selon le catholicisme, le pardon se fonde sur le triptyque le monde, les autres et soi.

### Autres religions

#### Dans le judaïsme
Dans le judaïsme le pardon se fonde sur l'expérience biblique, comme le rappelle le rabbin français, Haïm Korsia ; il s'inscrit dans une démarche communautaire lors du grand pardon Yom Kippour.

#### Dans le bouddhisme
Dans le bouddhisme le pardon est un acte de libération qui se manifeste par une éthique de réciprocité mais l'idée d'un Dieu unique d'amour est absente. Le principe de pardon est particulièrement mis en évidence par le moine bouddhiste français Matthieu Ricard.
Pour Matthieu Ricard, le pardon est considéré comme une nécessité : « À un niveau personnel, non seulement on peut toujours pardonner, mais on doit le faire ». Ainsi, le pardon est toujours possible et envisageable, chez tout homme et pour tout homme : « Le seul aspect positif du mal réside dans le fait qu'il peut être purifié » (proverbe bouddhiste). Il y a une bonté fondamentale chez tout homme, même chez le criminel : l'être humain n'est pas fondamentalement mauvais, même s'il peut facilement le devenir.
Pardonner ne signifie pas ne pas tenir compte des fautes commises : un individu responsable d'actes odieux souffrira dans toutes ses vies, proportionnellement au mal commis. Les bouddhistes éprouvent ainsi de la compassion envers les êtres voués à souffrir de cette manière. En contemplant l'horreur de certains crimes, cette compassion ainsi que l'amour envers tous les êtres doivent se renforcer, et non attiser la haine envers les fautifs. Le pardon renforce l'amour et la compassion, pour ne pas perpétuer un cycle de haine. Sans l'acte de pardonner, la haine et la rancune se perpétuent indéfiniment, en un cycle de haine et de vengeance : le pardon permet de briser ce cycle en refusant la vengeance, constituant ainsi un facteur d'harmonie sociale.

#### Chez les rosicruciens
Comme dans la plupart des religions, les Rose-Croix pardonnent, mais considèrent le pardon non comme une béatitude mais une soumission à la loi karmique se fondant sur un christianisme culturel rationalisé et d'essence ésotérique. Toutefois ils le considèrent comme un acte d'humilité qui exclut l'oubli de la faute mais qui prend acte de la faiblesse humaine. Pour les rosicruciens, le dépassement du pardon selon l'éthique rosicrucienne qui est l'éthique des douze vertus est définissable rationnellement. Ce dépassement du pardon s'appelle la bienveillance.

## Point de vue philosophique
« Peut-on parler du pardon en philosophie ou faut-il abandonner cette notion au registre religieux ? ». Depuis quelques décennies, des philosophes (Henri Bergson, Hannah Arendt, Vladimir Jankélévitch, Paul Ricœur) s'efforcent d'acclimater la notion de pardon dans l'espace particulier de la philosophie, mais sans jamais l'abstraire de son lieu religieux de naissance.
Vladimir Jankélévitch insiste sur les faux-semblants qui ne sont pas des pardons :
- l'usure temporelle (si l'on oublie les faits, c'est tout sauf du pardon) ;
- l'excuse (réduire la gravité des faits réduit l'importance du pardon, et ne s'y substitue pas).

Selon Jankélévitch, le vrai pardon, le pardon scandaleux selon Kierkegaard, est celui qui est accordé à cause du crime et non malgré le crime. Toutefois, la problématique paradoxale du pardon constitue au cœur de sa pensée une difficulté fondamentale. En effet, « il oppose le refus le plus radical au pardon des crimes contre l’humanité, puisque ce pardon ne saurait être accordé à des crimes dont les abîmes insondables et la méditation inépuisable dépassent l’entendement et hantent nos nuits ».
Chez Voltaire le pardon est une démarche éminemment philosophique dans le chapitre de la liberté dans son célèbre Discours sur l'homme. Il affirme qu'il faut pardonner à l'erreur et aimer la vérité,.
Chez André Comte-Sponville, le dépassement du pardon d'un point de vue philosophique et la bienveillance émanent de la volonté de se reconstruire malgré les blessures physiques, psychiques et spirituelles.

## Point de vue psychologique

### En psychologie cognitive
Selon l'expérience clinique de trente ans du psychologue et professeur de psychologie américain Robert Enright et de ses collaborateurs, le pardon est un instrument de travail clinique validé par les études, qui est capable de réduire les différents malaises qui affligent l'homme spécialement dans la société moderne, et peut servir aussi au bien-être physique, mental et émotif. Celui qui est capable de le pratiquer augmente même l'estime de soi et l'espoir pour le futur, dans le travail et dans la communauté.

### En développement personnel
Dans les milieux du développement personnel, le pardon est abordé par plusieurs auteurs comme le moyen de se libérer soi-même de l'étau de la haine, du poison émotionnel du ressentiment, dont les effets toxiques touchent en premier chef ceux qui les cultivent. Le Don du Pardon d'Olivier Clerc ou les neuf étapes du pardon du Dr Fred Luskin, de l'Université de Stanford, représentent, parmi d'autres, des approches nouvelles du pardon accessibles à chacun indépendamment de l'adhésion à des croyances religieuses spécifiques. Pour ces auteurs, pardonner aide à vivre mieux : qui peut être heureux avec un sentiment de rancœur ? Les travaux du Dr Luskin soulignent par ailleurs l'impact important du pardon sur la qualité de vie (santé) et la longévité.

## Point de vue politique et sociologique

### En politique
La question du pardon se limite-t-elle à la sphère strictement privée, ou peut-elle avoir une portée sociale et politique ? La notion même de « pardon » est généralement considérée comme insolite dans le champ politique. Cependant, Hannah Arendt considère que la « faculté de pardonner » a bien sa place dans les affaires publiques. La philosophe estime en effet que le pardon peut libérer des ressources à titre individuel et collectif face à l’irréparable.

#### La justice transitionnelle
Le pardon est l'un des ressorts auquel recourt la justice transitionnelle, ensemble de mesures judiciaires et non judiciaires permettant de remédier au lourd héritage des abus des droits humains dans les sociétés qui sortent d'un conflit armé ou d'un régime autoritaire. Son principe est qu’en promouvant la justice, la reconnaissance des victimes et la commémoration des violations passées, on multiplie les chances de la société de revenir à un fonctionnement pacifié et démocratique.

#### Démarche de repentance
Les quatre mesures centrales de la justice transitionnelle (procès, publication de la vérité, réparations et réformes administratives) sont destinées à garantir quatre objectifs : la reconnaissance, la confiance, l'état de droit et à terme la réconciliation. Dans certains cas, les commissions de vérité et de réconciliation qui se mettent en place afin d'obtenir la manifestation de la vérité promettent une amnistie en échange de la pleine coopération des prévenus et essaient d'encourager le pardon, comme base d'un redémarrage d'une société pacifiée. C'est le pardon accordé sur le fondement de la compréhension de ce qui a poussé le coupable à agir qui est probablement celui qui assure le mieux la pacification des rapports au sein de la société, et c’est très certainement lui que les commissions de la vérité et de la réconciliation recherchent. Mieux encore, elles facilitent l’expression par les coupables de leurs regrets ou de leurs remords ; ceux-ci peuvent reconnaître leurs torts, demander pardon. Cela ne va pas sans difficulté : l'insincérité des excuses, le désir de se dédouaner de sa responsabilité sont parfois présents. L'impunité pénale — irresponsabilité pénale, amnistie, etc. — qui est parfois mise en place après le rendu des conclusions des commissions de la vérité et de la réconciliation peut s'avérer problématique.

### Un exemple dans l'histoire: l'Afrique du Sud
Le pardon a joué un grand rôle dans le processus de réconciliation entre les Noirs et les Blancs qui a suivi la fin de l'apartheid en Afrique du Sud. Les uns et les autres devaient pardonner les violences commises. Le pardon a été possible grâce à la mise en place d'une Commission de la vérité et de réconciliation, afin de reconstruire les liens sociaux qui avaient été coupés dans ces périodes troubles. L'archevêque anglican Mgr Desmond Tutu, prix Nobel de la paix, et auteur d'une théologie de la réconciliation s'appuyant notamment sur le concept africain d'ubuntu, y a joué un rôle de tout premier plan, puisqu'il a été président de cette commission.

### En sociologie

#### Le cas du génocide au Rwanda
Dans une enquête menée au Rwanda sur les discours et les pratiques du pardon après le génocide de 1994, le sociologue Benoît Guillou illustre l’extrême polysémie du mot « pardon » mais également le caractère éminemment politique de la notion. En guise de conclusion de son ouvrage, l’auteur propose quatre figures principales du pardon pour mieux saisir d’une part, les usages ambigus et d’autre part, les conditions dans lesquelles le pardon peut se faire le médiateur d’une reprise du lien social,.

### Articles liés
- Repentance
- Sacrement de pénitence et de réconciliation
- Confiteor (Je confesse à Dieu)
- Mode alternatif de résolution des conflits
- Ho'oponopono
- Ubuntu (notion)